# Lauri Korpikoski
Lauri Korpikoski (né le 28 juillet 1986 à Turku en Finlande) est un joueur professionnel finlandais de hockey sur glace.

## Carrière

### Carrière en club
Il commence sa carrière professionnelle en jouant pour l'équipe de sa ville natale le TPS Turku en 2004. Il y a fait ses classes et rejoint alors l'équipe première. Quelques mois plus tôt, il participe au repêchage d'entrée dans la Ligue nationale de hockey et est choisi lors de la première ronde par les Rangers de New York. Il est le 19e joueur choisi, mais ne rejoint pas pour autant l'Amérique du Nord. Il va jouer encore deux ans en Finlande avant de finir la saison 2005-2006 dans la Ligue américaine de hockey pour la franchise affiliée aux Rangers, le Wolf Pack de Hartford.
La saison suivante, il joue toute la saison pour le Wolf Pack totalisant une quarantaine de points. À la fin de la saison 2007-2008, il va faire ses débuts dans la LNH lors des séries : alors que le Wolf Pack est éliminé de la course à la Coupe Calder, il est appelé en compagnie de neuf autres joueurs à venir renforcer les Rangers pour jouer contre les Penguins de Pittsburgh. Finalement, il ne va jouer que pour le cinquième match de la série alors que les Rangers sont menés 3 matchs à 1. Sur son second tir du match, il va inscrire son premier but de sa carrière dans la LNH et débloquer le compteur des Rangers ce soir là. Finalement, les Rangers vont égaliser la marque mais perdre en prolongation, ce qui met fin à la saison de l'équipe.
Le 15 juillet 2009, il est échangé aux Coyotes de Phoenix contre Enver Lissine. Il signe un nouveau contrat de 4 ans, total de 10 M $ avec les Coyotes, le 11 juillet 2013.
Il est à nouveau échangé le 30 juin 2015. Les Coyotes reçoivent Boyd Gordon tandis que lui, prend le chemin d'Edmonton. Le 11 décembre 2015, il marque son premier tour du chapeau.
Le 30 juin 2016, les Oilers rachètent son contrat et il devient alors un agent libre.

### Carrière internationale
Il représente pour la première fois l'équipe nationale de Finlande, lors du championnat du monde moins de 18 ans en 2004 où il termine meilleur pointeur. Il est ensuite sélectionné pour jouer avec l'équipe junior le championnat du monde junior de 2005, la Finlande finissant à la cinquième place. L'année suivante, il aide son pays à décrocher une médaille de bronze.

## Statistiques

### Statistiques en club
| Saison     | Équipe                   | Ligue           |     | Saison régulière | Saison régulière | Saison régulière | Saison régulière | Saison régulière |   | Séries éliminatoires | Séries éliminatoires | Séries éliminatoires | Séries éliminatoires | Séries éliminatoires |
| Saison     | Équipe                   | Ligue           | PJ  | B                | A                | Pts              | Pun              | PJ               | B | A                    | Pts                  | Pun                  |                      |                      |
| 2001-2002  | TPS Turku U16            | SM-sarja Jr. C  | 14  | 10               | 7                | 17               | 2                | -                | - | -                    | -                    | -                    |                      |                      |
| 2002-2003  | TPS Turku U18            | SM-sarja Jr. B  | 21  | 7                | 4                | 11               | 10               | -                | - | -                    | -                    | -                    |                      |                      |
| 2003-2004  | TPS Turku U20            | SM-liiga Jr. A  | 36  | 12               | 8                | 20               | 20               | 4                | 0 | 2                    | 2                    | 4                    |                      |                      |
| 2004-2005  | TPS Turku U20            | SM-liiga Jr. A  | 3   | 3                | 0                | 3                | 0                | -                | - | -                    | -                    | -                    |                      |                      |
| 2004-2005  | TPS Turku                | SM-liiga        | 41  | 0                | 6                | 6                | 16               | 6                | 5 | 6                    | 11                   | 2                    |                      |                      |
| 2005-2006  | Équipe de Finlande       | Mestis          | 3   | 1                | 3                | 4                | 0                | -                | - | -                    | -                    | -                    |                      |                      |
| 2005-2006  | TPS Turku                | SM-liiga        | 51  | 3                | 4                | 7                | 16               | 2                | 0 | 1                    | 1                    | 0                    |                      |                      |
| 2005-2006  | Wolf Pack de Hartford    | LAH             | 5   | 2                | 1                | 3                | 0                | 11               | 1 | 0                    | 1                    | 2                    |                      |                      |
| 2006-2007  | Wolf Pack de Hartford    | LAH             | 78  | 11               | 27               | 38               | 23               | 7                | 0 | 0                    | 0                    | 0                    |                      |                      |
| 2007-2008  | Wolf Pack de Hartford    | LAH             | 79  | 23               | 27               | 50               | 71               | 5                | 1 | 1                    | 2                    | 0                    |                      |                      |
| 2007-2008  | Rangers de New York      | LNH             | -   | -                | -                | -                | -                | 1                | 1 | 0                    | 1                    | 0                    |                      |                      |
| 2008-2009  | Rangers de New York      | LNH             | 68  | 6                | 8                | 14               | 14               | 7                | 0 | 2                    | 2                    | 0                    |                      |                      |
| 2008-2009  | Wolf Pack de Hartford    | LAH             | 4   | 4                | 2                | 6                | 0                | -                | - | -                    | -                    | -                    |                      |                      |
| 2009-2010  | Coyotes de Phoenix       | LNH             | 71  | 5                | 6                | 11               | 16               | 7                | 1 | 0                    | 1                    | 2                    |                      |                      |
| 2010-2011  | Coyotes de Phoenix       | LNH             | 79  | 19               | 21               | 40               | 20               | 4                | 0 | 1                    | 1                    | 0                    |                      |                      |
| 2011-2012  | Coyotes de Phoenix       | LNH             | 82  | 17               | 20               | 37               | 14               | 11               | 0 | 0                    | 0                    | 2                    |                      |                      |
| 2012-2013  | TPS Turku                | SM-liiga        | 11  | 6                | 11               | 17               | 10               | -                | - | -                    | -                    | -                    |                      |                      |
| 2012-2013  | Coyotes de Phoenix       | LNH             | 36  | 6                | 5                | 11               | 12               | -                | - | -                    | -                    | -                    |                      |                      |
| 2013-2014  | Coyotes de Phoenix       | LNH             | 64  | 9                | 16               | 25               | 24               | -                | - | -                    | -                    | -                    |                      |                      |
| 2014-2015  | Coyotes de l'Arizona     | LNH             | 69  | 6                | 15               | 21               | 12               | -                | - | -                    | -                    | -                    |                      |                      |
| 2015-2016  | Oilers d'Edmonton        | LNH             | 71  | 10               | 12               | 22               | 10               | -                | - | -                    | -                    | -                    |                      |                      |
| 2016-2017  | Stars de Dallas          | LNH             | 60  | 8                | 12               | 20               | 10               | -                | - | -                    | -                    | -                    |                      |                      |
| 2016-2017  | Blue Jackets de Columbus | LNH             | 9   | 0                | 0                | 0                | 0                | -                | - | -                    | -                    | -                    |                      |                      |
| 2017-2018  | ZSC Lions                | National League | 19  | 2                | 6                | 8                | 6                | 16               | 2 | 4                    | 6                    | 4                    |                      |                      |
| 2018-2019  | TPS Turku                | SM-liiga        | 4   | 0                | 0                | 0                | 2                | 3                | 0 | 0                    | 0                    | 0                    |                      |                      |
| 2019-2020  | TPS Turku                | SM-liiga        | 48  | 17               | 16               | 33               | 28               | -                | - | -                    | -                    | -                    |                      |                      |
| 2020-2021  | TPS Turku                | SM-liiga        | 18  | 4                | 13               | 17               | 16               | -                | - | -                    | -                    | -                    |                      |                      |
| 2021-2022  | HC Bienne                | National League | 11  | 0                | 1                | 1                | 12               | 1                | 0 | 0                    | 0                    | 0                    |                      |                      |
| 2022-2023  | TPS Turku                | SM-liiga        | 43  | 11               | 13               | 24               | 8                | -                | - | -                    | -                    | -                    |                      |                      |
| Totaux LNH | Totaux LNH               | Totaux LNH      | 609 | 86               | 115              | 201              | 132              | 30               | 2 | 3                    | 5                    | 6                    |                      |                      |

### Statistiques en équipe nationale
| Année | Équipe       | Compétition                  |   | PJ | B | A | Pts | Pun | +/-                |  | Résultat |
| 2004  | Finlande U18 | Championnat du monde -18 ans | 6 | 0  | 1 | 1 | 16  | +7  | 7e place           |  |          |
| 2005  | Finlande U20 | Championnat du monde junior  | 5 | 2  | 0 | 2 | 6   | -2  | 5e place           |  |          |
| 2006  | Finlande U20 | Championnat du monde junior  | 7 | 1  | 5 | 6 | 4   | +1  | Médaille de bronze |  |          |
| 2010  | Finlande     | Championnat du monde         | 7 | 0  | 0 | 0 | 0   | -2  | 6e place           |  |          |
| 2013  | Finlande     | Championnat du monde         | 8 | 3  | 2 | 5 | 4   | +1  | 4e place           |  |          |
| 2014  | Finlande     | Jeux olympiques              | 6 | 2  | 2 | 4 | 2   | +3  | Médaille de bronze |  |          |
| 2016  | Finlande     | Coupe du monde               | 3 | 0  | 0 | 0 | 4   | -1  | 8e place           |  |          |